# 普卢默·洛特
普卢默·E·洛特（英語：Plummer E. Lott，1945年12月11日—），美国NBA联盟前职业篮球运动员。他在1967年的NBA选秀中第5轮第54顺位被西雅图超音速选中。